# Alicante Bouschet
L'alicante Bouschet ou alicante-henri-bouschet est un cépage teinturier d'origine française, un croisement réalisé en 1855 par Henri Bouschet en croisant le petit Bouschet (aujourd'hui pratiquement disparu) avec le grenache noir. Il est répandu dans le vignoble du Languedoc-Roussillon, en Algérie, au Portugal, en Espagne, en Toscane, en Sardaigne, en Sicile, en Israël, au Chili, en Californie et en Valais.

## Origine et répartition
Il est issu d'un croisement de grenache N x Petit Bouschet N (lui-même issu d'aramon x teinturier du Cher). Le semis a été fait en 1855 par Henri Bouschet à Mauguio. À partir de ce croisement fut obtenu l'alicante Henri Bouschet et l'alicante Bouschet no 1. Dix ans plus tard, en 1866, le même croisement donna l'alicante Bouschet no 2. Mais de nos jours, un seul type d'alicante Bouschet est finalement cultivé.
Il est classé recommandé dans presque tous les départements du grand sud, des Alpes-Maritimes à la Gironde. Il restait 12 000 ha en 1994, et seulement 4 000 ha en 2011, aucune appellation ne l'ayant retenu. En revanche, le nombre de pieds reste très élevé puisqu'il est souvent utilisé pour complanter une vigne avec des manquants.
Il a été réintroduit dans les cépages autorisés par les IGP Pays d'Oc et Pays de l'Hérault, notamment.
Au Sud de l'Alentejo, au Portugal, il fait partie des cépages principaux de l'Herdade do Mouchão, de l'Herdade de Rocim et de la Quinta do Carmo.
Il a été également largement planté en Californie, en Espagne, en Algérie (Domaine des Lions, Coteaux de Mascara...) et en Tunisie (Vignerons de Carthage).

## Caractères ampélographiques
- Bourgeonnement cotonneux blanc à liseré très carminé, axe duveteux rosé
- Jeunes feuilles vertes à plages bronzées, duveteuses, bullées, rouges sur les bousselures ; dessous du limbe cotonneux, blanc rosé
- Rameaux duveteux au sommet, verts avec des stries longitudinales brun rouge ; vrilles longues
- Feuilles adultes entières avec des nervures roses à rouges. Un limbe révoluté, lisse, luisant qui se colore en rouge à l'automne.
- Grappes grandes, ailées, tronconiques, lâches ; baies sphériques, moyennes, noires avec une pruine très abondante, jus très coloré, rouge vif avec beaucoup de matière colorante dans la pellicule.

## Aptitudes culturales
Cépage vigoureux, il doit être taillé court car il a tendance à s'épuiser. Il est sensible au vent, au mildiou, à l'excoriose et à la flavescence dorée.
Au début de sa multiplication, à partir de 1886, ce cépage rencontra un vif succès et se répandit rapidement à travers les vignobles du monde entier.

## Potentiel technologique
Les grappes sont grosses et les baies de taille moyenne. Le vin obtenu est très coloré et gras, mais plat et manquant de finesse.
Il a été créé pour apporter de la couleur. Il n'est que très rarement travaillé seul, ainsi le domaine Sevérac, et s'utilise généralement en assemblage pour foncer le vin.

## Synonymes
L'alicante Bouschet est également connu sous les noms suivants :
- Alicant de Pays
- Alicante
- Alicante Bouchet
- Alicante Bouschet 2
- Alicante Extra Fertile
- Alicante Femminello
- Alicante H. Boushet
- Alicante Henri Bouschet
- Alicante Nero
- Alicante Noir
- Alicante Tinto
- Alicantina
- Alikant Buse
- Alikant Buse Bojadiser
- Alikant Bushe
- Alikant Bushe Ekstrafertil
- Alikant Bushe Nr. 2
- Alikant Genri Bushe
- Alikante Henri Bouschet
- Aragonais
- Aragones
- Arrenaou
- Baga
- Bakir Uezuemue
- Barvarica
- Blasco
- Bojadiserka
- Carignan Jaune
- Cupper Grape
- Dalmatinka
- Garnacha
- Garnacha Tintorera
- Lhadoner
- Kambuša
- Moraton
- Mouraton
- Murviedro
- Negral
- Pe de Perdiz
- Pe de Pombo
- Petit Bouschet
- Redondal
- Rivesaltes
- Rivos Altos
- Roussillon
- Rouvaillard
- Sumo tinto
- Tinta Fina
- Tinta Francesa
- Tinto
- Tinto Nero
- Tinto velasco
- Tintorera
- Tintorera de Liria
- Tintorera de Longares
- Tinturao
- Uva di Spagna